# Kraški ovčar
Kraški ovčar ali kraševec je edina slovenska avtohtona pasma psa. Od 24. aprila 2025 je »vzreja kraških ovčarjev« vpisana v Register nesnovne kulturne dediščine v zvrst znanja o naravi in okolju ter podzvrst znanja o živalskem svetu.

## Zunanjost
Kraševci so srednje veliki mišičasti pastirski psi, z gosto in bujno železno sivo dlako, dolgo okoli 10 centimetrov. Imajo prijazen in rahlo otožen pogled.

## Izvor
Od kod so prišli predniki kraških ovčarjev, ni povsem znano. Ena vodilnih teorij je, da so se kraševci razvili iz pasme canis molosus, ki naj bi se razvila iz Azijskih psov, ki so jih v Evropo pripeljali Grki. Iz pasme canis molosus naj bi se poleg kraševca razvil tudi šarplaninec, grški ovčar in drugi.
Druga teorija pravi, da so predniki današnjih kraševcev prišli iz Apeninskega polotoka, čeprav v Italiji prevladuje teorija, da so njihovi pastirski psi prišli iz vzhoda.
Najmanj raziskana teorija pa pravi, da so prednike kraševcev prinesli Slovani izza Urala.

## Zgodovina
Že Janez Vajkard Valvasor je v knjigi Slava vojvodine Kranjske opisoval močne in neustrašne pse, ki so jih gojili ob reki Pivki. Ta zapis je najbolj trden dokaz, da so kraševci živeli na našem ozemlju že pred več stoletji. Prvotno so kraševce imenovali istrski ovčarji, vendar je po prvi svetovni vojni Istra pripadla Italiji, zato so ga slovenski kinologi preimenovali v ilirski ovčar. Po drugi svetovni vojni so ime ilirski ovčar uporabljali za dve pasmi: šarplaninca in kraševca. Čeprav sta si pasmi po zunanjosti podobni, zdaj obe priznavajo kot samostojno pasmo. Po drugi svetovni vojni so lahko slovenski kinologi našteli le 44 kraševcev. Današnjo pasmo so mednarodni kinologi priznali leta 1968 pod imenom kraševec.

## Značaj
Kraški ovčar je po značaju pastirski in ne ovčarski pes, zato se zanje v Sloveniji od leta 2001 naprej uporablja ime kraševec, v mednarodni kinologiji pa je še vedno v uporabi ime kraški ovčar. Pastirski psi se od ovčarskih bistveno razlikujejo po tem, da je (bila) naloga ovčarskih psov zganjati vso čredo skupaj, zato so živahni in večinoma niso tako dobri čuvaji, medtem ko pastirski psi večinoma »lenarijo« in so ves čas budni, pozorni in pripravljeni odreagirati na nevarnost črede, kot so volkovi, potepuški psi in dandanes, ko se uporablja kot družinski pes, na tatove.
Kraški ovčarji popolnoma ustrezajo kriterijem za pastirskega psa: do svoje družine obnašajo dobrodušno, umirjeno in se nanjo zelo navežejo. Do tujcev se obnašajo nezaupljivo, vendar ko enkrat spoznajo krog rednih obiskovalcev in prijateljev, se bodo tudi do njih obnašali prijazno. Zato npr. le redko lajajo na poštarja, saj se ga navadijo. Kraševec ima zelo rad otroke. 
Je inteligenten pes, ki je moral, ko je čuval črede, sam presoditi situacijo, zato je suveren pes, ki se človeku ne bo nikoli popolnoma podredil, vendar ga lahko z dosledno vzgojo naučimo poslušnosti.